# Дорожня пригода
Дорожня пригода (азерб. Yol əhvalatı) — радянська комедійна кіномелодрама 1980 року, знята на кіностудії «Азербайджанфільм». На екрани фільм вийшов 20 лютого 1981 року. Фільм вважається культовим як за сценарієм, так і за музикою, написаною композитором і співаком Поладом Бюльбюльогли.

## Сюжет
Веселий водій Мустафа закохався в красуню Зумруд і хоче з нею одружитися. Але її батькові, Гурбану Мустафа не подобається і він проти цього весілля, але у підсумку Мустафа йде проти батька та одружується на Зумруд.

## У ролях
- Сіявуш Аслан — Курбан (дублював Олег Мокшанцев)
- Вахтанг Панчулідзе — Мустафа (дублював Парвіз Багіров, Валентин Грачов)
- Гаміда Омарова — Зумруд (дублювала Наталія Гурзо)
- Каміль Магаррамов — Паша (дублював Раміз Азізбейлі, Ігор Ясулович)
- Яшар Нурі — Макинтош (дублював Рудольф Панков)
- Гаджи Ісмаїлов — Муршуд (дублював Раднер Муратов)
- Софа Баширзаде — бабуся Сона (дублювала Римма Маркова)
- Джейхун Мірзоєв — Ібадулла (дублював Станіслав Міхін)
- Юсіф Алізаде — Фарид (дублював Шахмар Алекперов, Олег Голубицький)
- Аділь Ісмаїлов — льотчик (дублював Амілет Ханізаде)
- Мамедкамал Казимов — Шамсі
- Ельденіз Зейналов — позивач (дублював Артем Карапетян)
- Зарнігяр Агакішиєва — Адиля
- Мубариз Аліханоглу — співробітник міліції
- Рахіб Алієв — сват (дублював Ельденіз Расулов)
- Мамедага Дадашев — епізод
- Мухтар Манієв — співробітник міліції
- Офелія Аслан — Кубра (дублювала Гюльшан Курбанова)
- Дадаш Кязімов — пасажир (дублював Михайло Глузський)
- Тельман Адигьозалов — студент
- Шаїн Джабраїлов — співробітник міліції
- Алескер Мамедоглу — людина в аеропорту
- Алікулу Самедов — покупець
- Маяк Керімов — покупець
- Зілі Намазов — людина в аеропорту
- Рамиз Мамедов — людина в аеропорту
- Садигят Зульфугарова — тітка

## Знімальна група
- Режисер — Тимур Бекір-заде
- Сценарист — Асим Джалілов
- Оператори — Алескер Алекперов, Роберт Силонян, Шариф Шарифов
- Композитор — Полад Бюльбюльогли
- Художник — Фікрет Ахадов